# アルバロ・ヘスティード
アルバロ・ヘスティード（Álvaro Antonio Gestido Pose、1907年5月17日 - 1957年1月18日）は、ウルグアイのサッカー選手で、ミッドフィールダーとしてウルグアイ代表でプレーした。

## 経歴
クラブでは1926年から1940年までCAペニャロールに所属した。
ウルグアイ代表としては26試合に出場し、1930 FIFAワールドカップよび1928年アムステルダムオリンピックのサッカー競技で優勝した。実兄のオスカル・ディエゴ・ヘスティードは、1967年にウルグアイの大統領を務めた。